# Mein (песня)
Mein (в переводе с нем. — «Мой») — песня группы Deftones, выпущенная как второй сингл с пятого студийного альбома Saturday Night Wrist. В песне принимал участие вокалист группы System of a Down Серж Танкян.
Песню мало транслировали на радио и впоследствии не попала в американские чарты, достигнув пика № 40 в чарте Hot Mainstream Rock Tracks. Обозреватель NME назвал этот трек «скучным».
В более позднем интервью на Reddit Танкяна спросили о записи композиции, на что он ответил: «Чино предложил записать вместе со мной песню и я согласился. Мы всегда были лучшими друзьями и гастролировали вместе».

## Список композиций
| №  | Название                             | Длительность |
| -- | ------------------------------------ | ------------ |
| 1. | «Mein (feat. Серж Танкян)»           | 3:59         |
| 2. | «Cherry Waves (акустическая версия)» | 5:04         |

## Видеоклип
В течение недели в начале 2007 года группа снимала музыкальное видео для «Mein», которое впоследствии было выложено в YouTube 2 марта. Режиссёром стал Бернард Гурли. В клипе были показаны выступления танцоров в стиле хип-хоп и брейк-данс, в то время как группа выступала на последнем этаже парковки с видом на Лос-Анджелеса.